# Несторий
Несторий (на гръцки: Νεστόριος; на латински: Nestorius, * след 381 г. в Германикея (днес Кахраманмараш), в Сирия, † 451) е от 428 до 431 г. патриарх на Константинопол.
Той е свален от неговата служба след Ефеския събор (Трети вселенски събор) в Ефес през 431 г., понеже твърди, че Дева Мария е „Човекородица“ (Christotokos), родила Христос, и не е „Богородица“ (Theotokos). Така той е основател на Несторианството. Той умира в изгнание в Горен Египет.
Несторий се проявява в Антиохия като голям проповедник и през 428 г. император Теодосий II го назначава за епископ на Константинопол. Несторий проповядва против започналия култ към Мария. Започва се голям спор с патриарх Кирил Александрийски (412–444). Той продължава учението на Теодор Мопсуестийски, че Христос е не само от божествена натура, а също и човек. Несторий е патриарх на Антиохия и е последовател на Антиохийската богословска школа. Несторий е свален от събора в Ефес през 431 г., и е осъден като еретик.
През 435 г. император Теодосий II го заточва в Горен Египет.